# Сарджент, Джош
Джо́шуа То́мас Са́рджент (англ. Joshua Thomas Sargent; 20 февраля 2000, О’Фаллон, Миссури, США) — американский футболист, центральный нападающий английского клуба «Норвич Сити» и сборной США.

## Биография

### Ранние годы
Джош родился в О’Фаллоне, штат Миссури, в семье Джеффа и Лиане Сарджент. Оба его родителя играли в футбол на уровне колледжа. В возрасте 8 лет Джош присоединился к детско-юношеской команде «Сент-Луис Скотт Галлахер». С января 2016 года тренировался в академии IMG во Флориде. Летом того же года Сарджент провёл две недели тренировок в «Спортинге Канзас-Сити», что позволило клубу заполучить права на игрока в MLS. Позднее в октябре тренировался в нидерландском «ПСВ Эйндховен», а в январе 2017 года — в немецком «Шальке 04». Считался вторым лучшим футболистом-старшеклассником страны.

### Клубная карьера
Летом 2016 года Сарджент сыграл два матча и забил один гол за фарм-клуб «Сент-Луиса» в Премьер-лиге развития.
20 сентября 2017 года немецкий «Вердер Бремен» объявил, что Сарджент присоединится к клубу 1 января 2018 года, а затем подпишет профессиональный контракт на свой 18-й день рождения в соответствии с правилами FIFA. Он играл в команде бременцев до 23 лет в товарищеских матчах и подписал свой контракт 20 февраля 2018 года, что позволило ему присоединиться к первой команде в сезоне 2018/19. В Бундеслиге он дебютировал 7 декабря 2018 года в матче против «Фортуны Дюссельдорф», в котором, выйдя на замену на 76-й минуте, забил гол на 78-й минуте. В феврале 2019 года Сарджент подписал новый многолетний контракт с «Вердером».
9 августа 2021 года перешёл в английский клуб «Норвич Сити» за 8 млн фунтов, подписав четырёхлетний контракт. Дебютировал пятью днями позже в домашнем матче против «Ливерпуля», заменив на 77-й минуте Милота Рашицу. 24 августа 2021 года сделал «дубль» в матче Кубка Английской футбольной лиги против «Борнмута». Первые голы в чемпионате забил 21 января 2022, оформив дубль в ворота «Уотфорда», причем один из голов забил ударом скорпиона.
После вылета последовал с «Норвичем» в Чемпионшип. В сезоне 2022/23 стал лучшим бомбардиром команды с 13 голами в 41 матче. В сезоне 2023/24 повторил достижение Чуба Акпомы, забив в девяти домашних матчах подряд (с 20 августа 2023 года по 29 марта 2024 года). Этому поспособствовала травма голеностопа, которую Сарджент получил 26 августа в матче против «Хаддерсфилд Таун» и из-за чего выбыл на 4 месяца.

### Международная карьера
2013 году Сарджент участвовал в тренировочном лагере юношеской сборной США до 14 лет, в 2015 году играл за сборную до 15 лет на международном турнире.
17 апреля 2017 года главный тренер сборной США до 17 лет Джон Хакуорт включил Сарджента в заявку команды на юношеский чемпионат КОНКАКАФ 2017. Забив на турнире пять мячей, он помог США дойти до финала и квалифицироваться на юношеский чемпионат мира 2017. На мундиале, прошедшем в октябре в Индии, американцы дошли до четвертьфинала, Сарджент стал автором трёх мячей.
9 мая 2017 года главный тренер молодёжной сборной США Таб Рамос огласил состав на молодёжный чемпионат мира 2017, и среди отобранных игроков Сарджент оказался самым юным. По итогу мирового первенства Сарджент был награждён «Серебряной бутсой» как второй бомбардир чемпионата с четырьмя забитыми голами и одной результативной передачей.
Впервые вызов в национальную сборную США Сарджент получил 7 ноября 2017 года на товарищескую игру со сборной Португалии, но из-за растяжения четырёхглавой мышцы правого бедра в заявку на матч, состоявшийся 14 ноября, не попал. За сборную США Сарджент дебютировал 28 мая 2018 года в товарищеском матче со сборной Боливии, где, выйдя в стартовом составе, также забил свой первый гол в сборной, отправив второй из трёх безответных голов в ворота соперников.
9 ноября 2022 года был назван в числе 26 игроков сборной США на грядущий чемпионат мира. В матче против сборной Уэльса вышел в стартовом составе и пробил головой в штангу. Игру со сборной Англией начал на скамейке запасных и появился на поле на 83-й минуте, заменив Хаджи Райта. Матч против сборной Ирана начал в старте, но получил травму голеностопа и был вынужден уйти на замену в перерыве. Из-за этого пропустил матч 1/16-финала против сборной Нидерландов.

## Личная жизнь
Женат на школьной возлюбленной Кирстен Леппинг. Они обручились в августе 2020 года. 13 января 2022 года у них родилась дочь Роми.

## Достижения

### Командные
Сборная США
- Победитель Лиги наций КОНКАКАФ: 2019/20[39]

### Личные
- Молодой футболист года в США: 2017[40]
- Серебряная бутса Кубка мира ФИФА среди команд до 20 лет: 2017[41]